# El Frago
El Frago (O Frago en aragonés) es un municipio y población de España, de la Comarca de las Cinco Villas, perteneciente al partido judicial de Ejea de los Caballeros al noroeste de la provincia de Zaragoza, comunidad autónoma de Aragón, a 79 km de Zaragoza. Tiene un área de 33,76 km² con una población de 118 habitantes (INE 2008) y una densidad de 3,50 hab/km². El código postal es 50611.

## Geografía
Situado en las estribaciones del Prepirineo, el relieve del municipio es irregular, con altitudes que oscilan entre los 852 m (Fragal y Punta San Guillén) y los 530 m. El río Arba lo atraviesa de norte a sur, y también cabe a destacar el barranco de Cervera.

## Demografía
El Frago cuenta con una población de 134 habitantes (INE 2024).
| Gráfica de evolución demográfica de El Frago entre 1842 y 2021 |
| |
| Población de derecho según los censos de población del INE Población de hecho según los censos de población del INEEn este censo se denominaba El Frago y Coto Real de la Carbonera: 1842 |

## Administración y política
| Periodo   | Nombre                        | Partido | Partido                                            |
| --------- | ----------------------------- | ------- | -------------------------------------------------- |
| 1979-1981 | José Beamonte Berges          |         | Independiente                                      |
| 1981-1983 | Alberto Giménez Ara           |         | Independiente                                      |
| 1983-1987 | Alejandro Ardevines Pérez     |         | Independiente                                      |
| 1981-1991 | José Antonio Ángel Dieste     |         | Partido Aragonés (PAR)                             |
| 1991-1999 | Julián Luna Bernués           |         | Partido Aragonés (PAR)                             |
| 1999-2007 | Jesús Berges Romeo            |         | Partido Aragonés (PAR)                             |
| 2007-2015 | Francisco Javier Romeo Berges |         | Partido Aragonés (PAR)                             |
| 2015-2019 | Francisco Javier Romeo Berges |         | Independiente                                      |
| 2019-2023 | José Ramón Reyes Luna         |         | Partido de los Socialistas de Aragón (PSOE-Aragón) |
| 2023-act. | José Ramón Reyes Luna         |         | Chunta Aragonesista (CHA)                          |

| Partido político    | Partido político                                   | 2003   | 2007   | 2011   | 2015   | 2019   | 2023   |
| Partido político    | Partido político                                   | Ediles | Ediles | Ediles | Ediles | Ediles | Ediles |
|                     | Chunta Aragonesista (CHA)                          | —      | 0      | 0      | —      | —      | 2      |
|                     | Teruel Existe (TE)                                 | —      | —      | —      | —      | —      | 2      |
|                     | Partido de los Socialistas de Aragón (PSOE-Aragón) | 1      | 1      | 1      | 0      | 2      | 1      |
|                     | Podemos                                            | —      | —      | —      | —      | —      | 0      |
|                     | Ciudadanos (CS)                                    | —      | —      | —      | —      | 1      | 0      |
|                     | Partido Popular de Aragón (PP)                     | 0      | 0      | 0      | 0      | 0      | 0      |
|                     | Independientes                                     | —      | —      | —      | 5      | —      | —      |
|                     | Partido Aragonés (PAR)                             | 4      | 4      | 4      | —      | —      | —      |
|                     | Izquierda Unida (IU)                               | 0      | —      | 0      | —      | —      | —      |
| Total de concejales | Total de concejales                                | 5      | 5      | 5      | 5      | 3      | 5      |

## Lugares de interés

### Edificios y monumentos
- Iglesia de San Nicolás de Bari del siglo xii.
- Ermita de San Miguel (siglo xii) situada en la carretera de acceso al pueblo.
- Ermita de San Miguel de las Cheblas, en ruinas, localizada 2 km al norte cercana al río Arba.
- Ermita de Santa Ana.

### Entorno natural
- Pozo Zarrampullo.

### Datos de interés turístico
- La Posada del Arba
- Casa Torralba

### Otros lugares de interés
- Sala Rabí Yom Tob, Museo de la Epigrafía Medieval Hebrea en Aragón.[8]
- Mirador El Terrao.
- En la calle Trévedes hay una inscripción hebrea, de la tumba del rabí Yom Tob.

## Fiestas
- Virgen de la Asunción, 15 de agosto.
- Virgen del Rosario,7 de octubre.
- Día del Cristo, 14 de septiembre.
- San Nicolás, 6 de diciembre.